# Токийские сумерки
«Токи́йские су́мерки» (яп. 東京暮色 то:кё: босоку, англ. Tokyo Twilight) — кинофильм режиссёра Ясудзиро Одзу, вышедший на экраны в 1957 году.

## Сюжет
Служащий токийского банка Сукити Сугияма в одиночку вырастил двух дочерей после того, как их мать бросила семью и уехала с другим мужчиной. Старшая дочь, Такако, временно переехала к отцу с годовалым ребёнком: её брак с преподавателем Нуматой оказался не слишком удачным. Младшая, Акико, доставляет много беспокойства отцу и сестре своими поздними возвращениями, а однажды её даже задерживает полиция. Для блужданий Акико по городу есть веские основания: она ищет своего парня, чтобы сообщить ему о беременности. Однако встреча не приносит облегчения, и она одна отправляется в клинику, чтобы сделать аборт. Тем временем, Такако узнаёт о возвращении в город матери и вынуждена рассказать всё сестре, которая начинает сомневаться в том, кто её настоящий отец. После встречи с матерью расстроенная Акико бросается под поезд. Очнувшись в больнице, она говорит, что хотела бы начать жизнь с чистого листа, но уже поздно. Спустя несколько дней Такако посещает мать и обвиняет ту в смерти сестры, после чего мать решает навсегда уехать из Токио. В конце фильма Такако решает вернуться к мужу, поскольку, как показал пример Акико, её ребёнку нужна любовь обоих родителей.

## В ролях
- Сэцуко Хара — Такако Нумата
- Инэко Арима — Акико Сугияма, сестра Такако
- Тисю Рю — Сукити Сугияма, отец Такако и Акико
- Исудзу Ямада — Кисако Сома, мать Такако и Акико
- Тэидзи Такахаси — Нобуро Кавагути
- Масами Таура — Кэндзи Кимура, бывший парень Акико
- Харуко Сугимура — Сигэко Такэути, сестра Сукити
- Со Ямамура — Сэки Сэкигути, друг Сукити
- Киндзо Син — Ясуо Нумата, муж Такако
- Каматари Фудзивара — Гихэй Симомура, владелец лапшичной
- Нобуо Накамура — Сакаэ Айба, нынешний муж Кисако

## О фильме
48-й фильм Ясудзиро Одзу снимался с января по апрель 1957 года. После окончания работы над лентой «Ранняя весна» Одзу хотел вернуться к старому сценарию Kagirinaki zenshin, экранизированному Тому Утидой ещё в 1937 году. Однако результат переработки сценария был сочтён слишком мрачным; в конце концов были сняты «Токийские сумерки», оказавшиеся ещё более меланхоличным фильмом. Для Одзу характерно обращение к теме неполных семей, однако причины отсутствия того или иного члена семьи всегда остаются нераскрытыми. В этом отношении «Токийские сумерки» резко отличаются от других работ режиссёра: история ухода матери из семьи оказывается в центре сюжета.